# Вігокен-стріт
Вігокен-стріт (англ. Weehawken Street) — коротка вулиця, розташована в Вест-Віллідж Нью-Йорка, в районі Мангеттен, в одному кварталі від Вест-стріт і Вашингтон-стріт і паралельно до них, проходить між Крістофер-стріт і Вест-10-ю стріт. Отримала назву від колоніальної епохи, де пором причалював і сполучав річку Гудзон до Віхокена, Нью-Джерсі.

## Історичний район
2 травня 2006 року Комісія зі збереження визначних пам'яток Нью-Йорка визначила всі будівлі на вулиці Вігокен, а також додаткові об'єкти на Вест-стріт і Крістофер-стріт Історичний район Вігокен-стріт:
Мальовничий анклав із чотирнадцяти будівель і плану вулиць, які разом складають історичний район Вігавкен-стріт, представляють кілька етапів будівництва, що охоплюють століття розвитку вздовж набережної річки Гудзон у Грінвіч-Віллидж, з 1830 по 1938 рік. Архітектура ілюструє довгу історію цього району як місця житла, промисловості та торгівлі, багато з яких пов’язано з морем, і є рідкісним збереженим прикладом цієї колись типової моделі розвитку на західній набережній Манхеттена. Багато з об’єктів нерухомості в історичному районі були пов’язані з родинами видатних довгострокових власників, таких як колишній мер Стівен Аллен, Корнеліус В.С. Рузвельт, адвокат Едмунд Р. Террі, пивовар-дистилятор Патрік Скеллі та торговець білизною Джеймс Дін. Крім того, протягом століття, між 1884 і 1984 роками, в історичному районі було розташовано кілька важливих галузей морської промисловості.